# 罗姆穆罕默德帕夏清真寺
罗姆穆罕默德帕夏清真寺（土耳其語：Rum Mehmet Paşa Camii）是土耳其伊斯坦布尔的一座古老的奥斯曼清真寺，位于人口密集的于斯屈达尔区。它是为希腊族裔的大维齐尔卢姆·穆罕默德帕夏而建，结合了奥斯曼和拜占庭风格的建筑元素。
罗姆穆罕默德帕夏清真寺靠近博斯普鲁斯海峡，以及于斯屈达尔区的谢姆西帕夏清真寺、新皇太后清真寺和米赫里马赫苏丹清真寺。